# BSW Sixers
O BG Bitterfeld-Sandersdorf-Wolfen 06 e.V., conhecido também como BSW Sixers, é um clube  de basquetebol baseado em Anhalt-Bitterfeld, Alemanha que atualmente disputa a 2.Bundesliga ProB, correspondente à terceira divisão do país. Manda seus jogos no Ballsporthalle Sandersdorf com capacidade para 950 espectadores.

## Histórico de Temporadas
| Temporada | Nível | Liga           | Pos. | Resultado           |
| --------- | ----- | -------------- | ---- | ------------------- |
| 2006-07   | 5     | 2.Regionalliga | 1º   | Promovido Campeão   |
| 2007-08   | 4     | Regionalliga   | 4º   |                     |
| 2008-09   | 4     | Regionalliga   | 4º   |                     |
| 2009-10   | 4     | Regionalliga   | 6º   |                     |
| 2010-11   | 4     | Regionalliga   | 2º   | Promovido finalista |
| 2011-12   | 3     | Pro B          | 4º   | Oitavas de finais   |
| 2012-13   | 3     | Pro B          | 8º   | Quartas de finais   |
| 2013-14   | 3     | Pro B          | 9º   |                     |
| 2014-15   | 3     | Pro B          | 13º  | Rebaixado           |
| 2015–16   | 4     | Regionalliga   | 4º   |                     |
| 2016–17   | 4     | Regionalliga   | 4º   |                     |
| 2017-18   | 4     | Regionalliga   | 12º  | Promovidocampeão    |
| 2018-19   | 3     | ProB           | 9º   |                     |
| 2019-20   | 3     | ProB           | 4º   |                     |
| 2020-21   | 3     | ProB           | 4º   | Quartas de finais   |
| 2021-22   | 3     | ProB           | 6º   | Quartas de finais   |
| 2022-23   | 3     | ProB           | 2º   | Semifinalista       |
| 2023-24   | 3     | ProB           | 9º   |                     |
| 2024-25   | 3     | ProB           | 4º   | Quartas de finais   |
| 2025-26   | 3     | ProB           |      |                     |

## Títulos

### 2.Regionalliga Norte
- Campeão (1):2007-08